# Le donne letterate
Le donne letterate (dt. Die belesenen Frauen) ist eine Commedia per musica in drei Akten von Antonio Salieri auf einen Text von Giovanni Gastone Boccherini nach Molières Komödie Les femmes savantes. Die Uraufführung fand am 10. Januar 1770 im Wiener Burgtheater statt. Eine weitere Aufführung gab es im Herbst 1773 in Prag.
Der Text zu Salieris erster erhaltener Oper (La vestale von 1769 ist verschollen) war ursprünglich für Florian Leopold Gassmann bestimmt gewesen. Da dieser sich auf Reisen befand, übergab man das Textbuch kurzerhand seinem Schüler Salieri, der mit dieser Komposition den Grundstein für seine große Karriere als Musikdramatiker legte.